# マブチモーター
マブチモーター株式会社は、千葉県松戸市に本社を置く、小型モーターを製造販売する電気機器メーカーである。

## 概要
一般には、黄色い化粧箱に入れられて販売される工作用モーターや、ミニ四駆やラジコンなどのホビー用モーターで知られている。しかし売上の中心は自動車部品、家電、生活用品メーカー向けに直接販売される製品であり、特に電動ミラー用小型直流モーターでは世界シェア8割以上をもつ。
現在の売上の内訳は、ミラーやドアロックなどに用いる自動車電装機器が74.7%を占め、理美容関連・工具関連などを含むライフ・インダストリー機器が25.3%である。

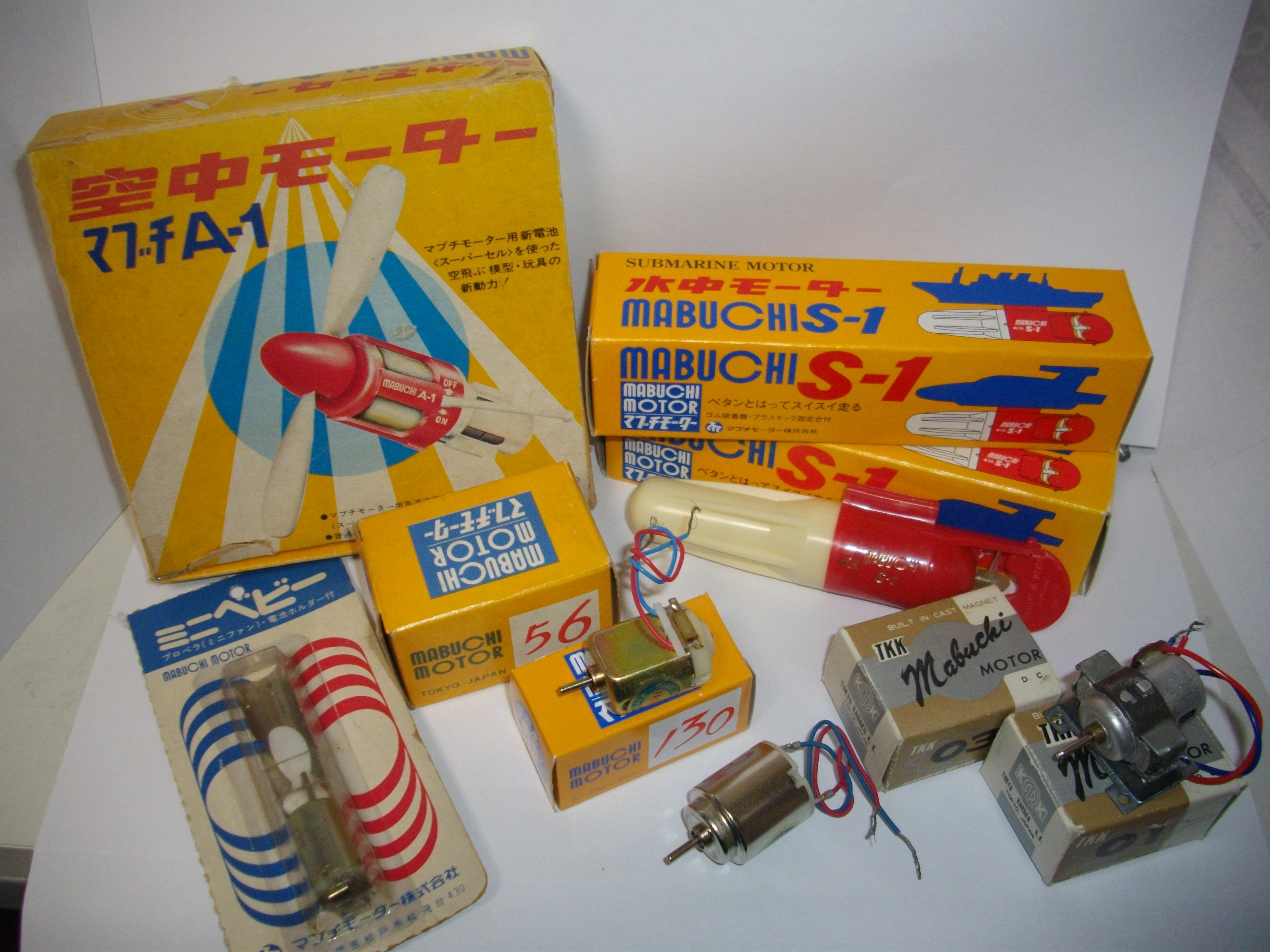
マブチの模型工作用モーター(現在生産していない製品も含む)

## 歴史
1947年に馬渕健一が、フェライト永久磁石を使った数センチ大の馬蹄型有鉄心マグネットモーターを発案。当時主流だった電磁石界磁モーターに対して小型化・低消費電力化を実現した。1953年に東京の玩具製造問屋である野村トーイに製品を持ち込んだところ好評を博し、これがマグネットモーターの販売開始に繋がった。
健一の弟の馬渕隆一とともに更なる改良を進めると同時に、1954年に東京都葛飾区にモーター、模型教材、玩具等の製造を行う「東京科学工業株式会社」を設立した。同年にはフェライト磁石からアルニコ磁石に置き換えたアルニコマグネットモーターを開発し、電動玩具の主流に置き換わっていく。
1958年にはフェライト磁石を使用したFタイプモータを開発。アルニコモーターと同等の性能を実現しつつ、当時の玩具の動力源として主流だったぜんまいと同等の価格を達成し、「マブチ」の名前が広く知られるきっかけとなった。
1964年に香港へ拠点を設立するなど、マブチモーターは日本企業の中でも早期に海外へ進出した企業でもある。特に、1987年に設立された大連マブチは、中国における初の外資系単独資本企業でもある。2024年2月現在、生産拠点はアジアを中心とする海外工場のみで、日本にあるのは本社と研究所のみである。（2022年に買収したマブチモーターオーケンの拠点を除く）
マブチモーターを語る上で欠かせないものが模型の存在である。1960年代のスロットレーシングカーブームの頃、堅牢で高出力なモーターが世界的に評価され、COXなど多くのスロットカーメーカーに採用された。戦車などのモーターライズ模型（プラモデル）や、電動ラジオコントロールカーやミニ四駆などのヒット商品にも使われている。マブチの水中モーターS-1は同社のモーター応用製品の中でも特に知られている。
東京科学時代にはマブチ乾電池、また1970年代には三洋電機製のニッケルカドミウム電池をスーパーセルと称して販売していた。スーパーセルを使用するモーターに空中モーターA-1が存在する。
1971年に商号を「マブチモーター株式会社」に変更。
1960年からテープレコーダー用の精密モーター、1975年からカードアミラー用モーターの販売を開始し、精密機器分野や自動車電装分野への進出を開始する。その価格と性能が認められ、自動車・家庭用品・工具など国内外の製品にマブチ製のモーターが広く使われている。

## 沿革
- 1946年 - 香川県高松市に関西理科研究所を設立
- 1954年 - 野村トーイ社（現：ハズブロジャパン）との取り引きをきっかけに東京に移転、1月18日東京科学工業株式会社を東京都葛飾区本田川端町697（現・東立石3丁目）に設立し、本格的な製造販売を開始[8]
- 1955年 - 東京都葛飾区本田町113（現・立石3丁目）の中古工場を買収[8]
- 1955年8月 - 日本科工株式会社を設立
- 1955年8月 - 自動巻線機を開発し、生産力の増強とコスト低減を図る
- 1957年9月 - 輸出専門商社 馬渕商事株式会社を設立
- 1958年4月 - フェライトマグネットの採用で、軽量、高性能小型マグネットモーターを開発
- 1958年8月 - 東京科学工業株式会社と日本科工株式会社を解散し、馬渕工業株式会社設立[8]
- 1959年3月 - 馬渕工業株式会社の商号を東京科学株式会社に変更
- 1960年4月 - 実用精密小型マグネットモーターを開発し、音響市場、時計市場に進出
- 1962年3月 - 館林工場を建設し、生産能力の拡大を図る
- 1963年4月 - 高電圧、高速小型マグネットモーターを開発し、モデルレーシングカー用として発売
- 1963年10月 - 高松木材株式会社を存続会社として合併、その商号を東京科学株式会社に変更。同時に本店を東京都葛飾区に移転
- 1963年10月 - 高出力、小型マグネットモーターを開発し、家庭用電気機械器具分野に進出
- 1964年2月 - 香港九龍新蒲崗に萬寶至實業有限公司を設立。香港市場へのモーター供給と世界市場に対する拠点とする
- 1965年3月 - 千葉県松戸市に小型マグネットモーターの一貫生産体制を整えたモデル工場を建設する。販売面では米国ニューヨーク駐在事務所を開設
- 1966年4月 - 高性能でコンパクトなモーターを発売
- 1967年3月 - 模型、玩具の新しい動力として水中モーターを発売
- 1968年10月 - 西ドイツ フランクフルトに欧州駐在事務所を開設する
- 1969年1月 - 東北マブチ株式会社を設立し、人手不足に対処して部品の加工能力の強化を図る
- 1971年3月 - 東京科学株式会社の商号をマブチモーター株式会社に変更
- 1971年7月 - 千葉県松戸市に本社社屋を建設、生産管理、経営管理の一元化を図る
- 1972年12月 - 輸出専門商社マブチ国際通商株式会社（旧 馬渕商事株式会社）を吸収合併。国内営業部と合体して営業本部をマブチ国際通商株式会社（東京都中央区）に開設
- 1973年10月 - 華淵電機工業股份有限公司の生産力増強を図るため新工場を建設
- 1974年3月 - 本社工場の機械工作部門に新鋭工作機械を導入、精密機械工作技術の高度化を図るとともに、群馬県館林市にマブチ精工株式会社を設立し、モーターシャフトの内作化を実施
- 1975年7月 - 営業本部を松戸本社内に移し、生産・販売・技術・財務の総合管理体制を確立
- 1976年8月 - 高出力モーターと急速充電ニカド電池の組み合わせによる、電動RC模型の新動力システムを発売
- 1977年7月 - 商号をマブチ電工株式会社と改め、本店を千葉県松戸市へ移す
- 1978年3月 - 競争力の強化、生産体制の充実を図るため、華淵電機工業股份有限公司に湖口新工場を増設
- 1979年8月 - 萬寶至馬達股份有限公司を台湾高雄市に設立
- 1980年12月 - 萬寶至馬達股份有限公司の生産能力増強を図るため工場を増築
- 1982年8月 - 東京都葛飾区にマブチ電工株式会社立石工場を設置
- 1984年4月 - 本店を東京都葛飾区から千葉県松戸市へ移転
- 1984年7月 - 株式を店頭登録
- 1986年12月 - 株式を東京証券取引所市場第二部に上場
- 1987年10月 - 万宝至馬達大連有限公司を設立し、世界市場に対する供給体制を強化
- 1988年6月 - 株式が東京証券取引所市場第二部から市場第一部へ指定替となる
- 1989年6月 - 商号を株式会社マブチファイナンスと改め、定款を変更し有価証券の保有ならびに運用を開始
- 1991年5月 - 関連会社である華淵電機工業股份有限公司への出資比率を76%に引き上げ、特定子会社にする
- 1992年4月 - 千葉県印旛郡本埜村（現・印西市）にマブチモーター株式会社技術センターを建設
- 1993年11月 - 中国江蘇省に華淵電機工業股份有限公司、萬寶至馬達股份有限公司の折半出資による華淵電機有限公司を設立
- 1994年4月 - 広東省東莞市に東莞万宝至電機設備製造有限公司（東莞マブチ）を設立
- 1994年9月 - 大連近郊の瓦房店市に万宝至馬達瓦房店有限公司を設立
- 1995年9月 - 香港に萬寶至精工香港有限公司を設立
- 1996年2月 - マブチモーターベトナムリミテッドを設立
- 1997年3月 - ポケットベル用モーターを開発、情報・通信機器等の新市場に進出
- 1999年7月 - ISO 9000、QS 9000、認証取得完了
- 2001年9月 - 携帯電話着信告知用モーターを開発、携帯電話市場に進出
- 2002年11月 - 万宝至馬達有限公司を設立し、上海駐在事務所を発展的に解消
- 2003年8月 - カリフォルニア州にサンタクララ・オフィスを開設
- 2004年4月 - 華淵電機工業股份有限公司の株式を全て取得、子会社とする
- 2005年3月 - ベトナムダナンに製造販売拠点を設立（マブチモーターダナンリミテッド）
- 2005年11月 - 韓国ソウルに駐在事務所を開設
- 2006年7月 - 東莞マブチにモータ研究開発センターを開設
- 2008年1月 - 広東省深圳市に販売拠点を設立
- 2009年12月 - 広東省東莞市にモータ部品の製造拠点（万宝至精工（東莞）有限公司）を設立
- 2014年8月 - メキシコアグアスカリエンテス州に製造販売拠点を設立（マブチモーターメキシコS.A. DE C.V.）
- 2017年1月 - ポーランド共和国マウォポルスカ県に製造拠点を設立（マブチモーターポーランドsp. z o.o.）
- 2018年1月 - タイに販売拠点を設立
- 2021年6月 - スイスの医療機器用モータメーカーElectromag SAを子会社化（マブチエレクトロマグSA）
- 2022年12月 - 小型ポンプメーカー応研精工を子会社化（マブチモーターオーケン株式会社）